# Jantra (folyó)
A Jantra (cirill betűkkel Янтра) folyó Bulgária területén, a Duna jobb oldali mellékfolyója.

## Földrajzi adatok

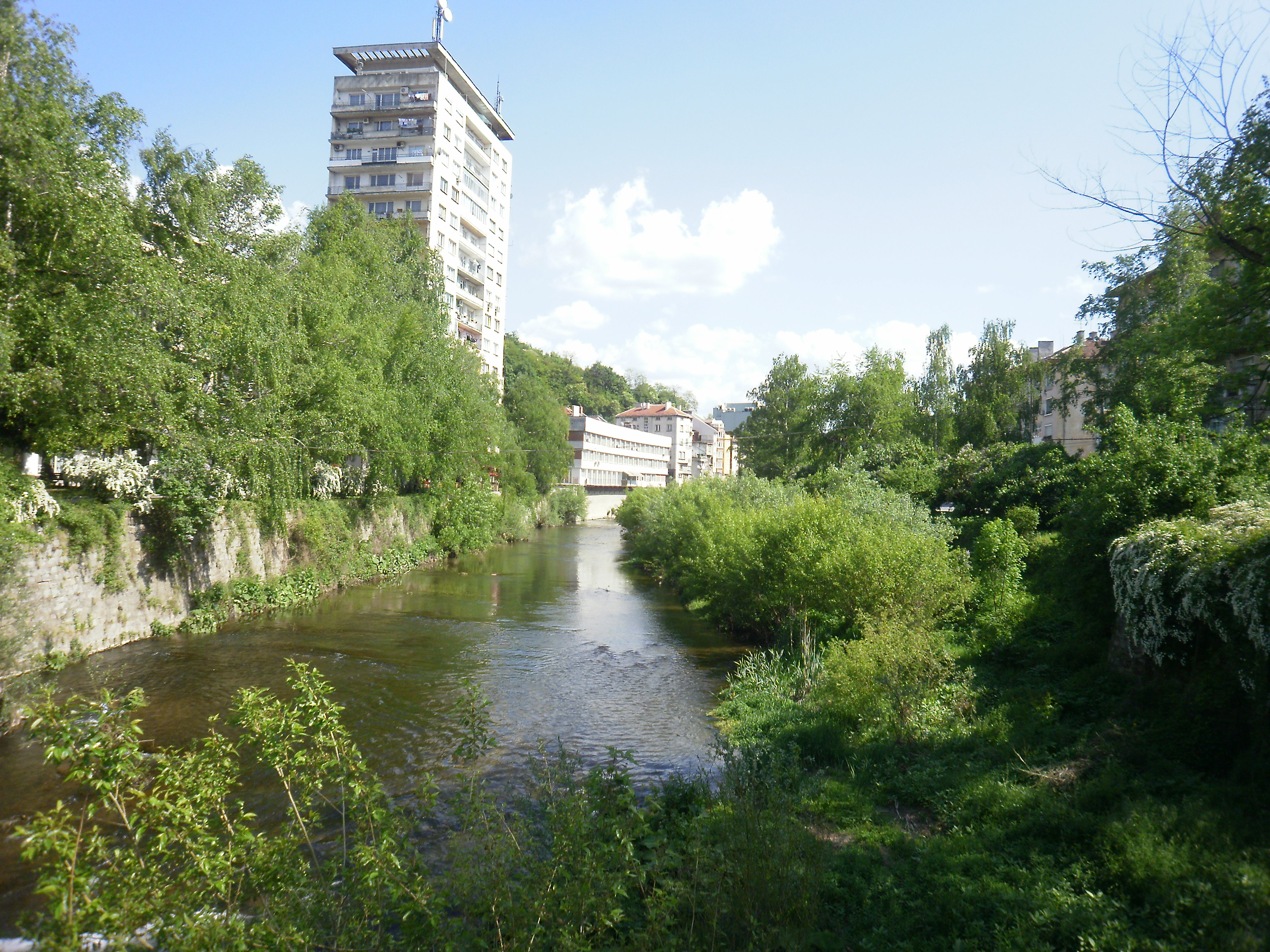
A Jantra folyó Gabrovónál

A Balkán-hegység északi felén ered, Sipka-szoros közelében,  Kazanlaktól 15 km-re északra, egy ideig festői hegyszorosban folyik; majd fölveszi a Bebrovszkát és Ruzsicát, majd Szvistovtól 18 km-nyire torkollik a Dunába. Hossza 285 km, átlagos vízhozama a torkolatnál  50 m³ másodpercenként.  Vízgyűjtő területe 7862 km². 
A folyó neve az ókorban Jaterus  volt.
Jelentősebb városok a Jantra mentén: Gabrovo, Veliko Tarnovo.
A Balkán-hegységben eredő Jantra folyó vidékről származnak azok a 19. és 20. században több hullámban   Magyarországra települt kertészkolóniák, az úgynevezett bolgárkertészek, akik Magyarországon ma is a bolgár nemzetiség nagy részét alkotják. A térséggel a mai napig szoros kapcsolatot ápolnak a közösség tagjai, és tánccsoportjuk is rendszeresen ellátogat őseik falvaiba.